# Boto von Querenburg
Boto von Querenburg é um coletivo de autores matemáticos, dos quais a maioria trabalharam no Instituto de Matemática da Universidade do Ruhr em Bochum. Boto é uma abreviatura de „Bochumer Topologen“ e Querenburg é o bairro de Bochum onde localiza-se a universidade. Os membros do grupo foram G. Bengel, H.D. Coldewey, K. Funke, E. Gramberg, N. Peczynski, A. Stieglitz, E. Vogt und H. Zieschang.